# Лео Деліб

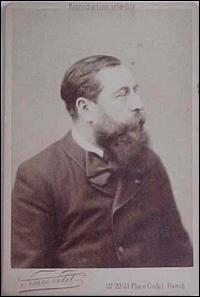
Maestro Clément Philibert Léo Delibes, Paris, circa 1885

Клеман Філібер Лео Деліб (фр. Clément Philibert Léo Delibes; 21 лютого 1836 — 16 січня 1891) — французький композитор, автор балетів, опер, оперет.

## Життєвий шлях
Народився в Сен-Жермен-Дю-Валь (входить до складу міста Ла-Флеш) у сім'ї поштового службовця і дочки співака «Опера комік». Після смерті батька у 1847 році сім'я переїхала до Парижа.
Початкову музичну освіту Л. Деліб отримав від матері. З 12 років навчався в Паризькій консерваторії у класі композиції та органу. Вчився в Антуана-Жюля Таріо (теорія музики), потім у Фелікса Ле Куппе (фортепіано), Франсуа Бенуа (орган), Франсуа Базена (гармонія) і з 18 р. у Адольфа Адама (композиція). Деліб мав гарний співочий голос; він був хористом у церкві Ла Мадлен і співав на прем’єрі опери «Пророк» Дж. Мейєрбера в Паризькій опері в 1849.
Ще студентом Деліб став органістом у церкві Сен-П’єр де Шайо і концертмейстером у Театрі Ліричної опери. Брав участь у підготовці більшості опер з репертуару театру, зокрема «Весілля Фігаро» Моцарта і «Фіделіо» Бетховена і нових творів, таких як «Фаншонетта» Луї Клапіссона, «Рейн Топаз» Віктора Массе та «Фауст» Шарля Гуно.
У 1856 театрі Folies-Nouvelles відбулася прем’єра першого сценічного твору Деліба – одноактної комічної оперети «На два су вугілля» на лібрето Ж. Муано. Протягом 14 р. Деліб писав більше комічних опер, приблизно по 1 на рік. Багато з них, зокрема успішна опера «Два старі гвардійці», написано для театру Bouffes-Parisiens, яким керував Ж. Оффенбах.
Лео Деліб працював також як критик (1858); інспектор шкільної музики; концертмейстер, а пізніше хормейстер в паризькому театрі Гранд-Опера (з 1862 або 1863). Його біограф Х’ю Макдональд пише, що, хоча Деліб мав кілька посад, зокрема органіста в церкві Сен-Жан-Сен-Франсуа з 1862 до 1871, його «очевидно більше тягнуло до театру».
У Гранд-Опера розпочалася нова сторінка – кар’єра композитора балетної музики. У 1866 йому доручили скласти музику до двох дій балету «Струмок», дві інші були написані Людвігом Мінкусом. Деліба негайно запросили написати вальс-дивертисмент під назвою Le Pas de Fleurs, щоб ввести його у відроджений у 1867 балет його колишнього вчителя Адольфа Адама «Корсар». Пізніше цей же твір включили в балет самого Деліба «Струмок».
У 1869 Деліб написав свою останню оперету для Variétés. У 1870 він привернув увагу ширшої публіки балетом «Коппелія», вперше поставленого в Гранд-Опері в травні 1870. Балет був одразу успішним і залишився серед найпопулярніших творів у класичному балетному репертуарі. У 1871 Л. Деліб звільнився з музичного колективу Гранд-Опери і повністю присвятив себе композиції. Того ж року він одружився з Леонтін Естель Дене.
У 1872 опублікував збірку пісень, зокрема «Myrto», «Les Filles de Cadiz» і «Bonjour Suzon». У 1873 він поставив у Театрі Комічної опери комічну оперу «Король сказав це». Журнал Le Figaro вважав лібрето доволі слабким, але хвалив музику Деліба. Твір мав успіх у Парижі та в німецьких оперних театрах, але не утвердився в міжнародному репертуарі. 
У 1876 композитор вернувся в Гранд-Оперу з великим міфологічним балетом «Сільвія». Балети Деліба відзначалися безпосередністю опертої на національний фольклор мелодичної мови, майстерною відшліфованою формою, знанням законів сцени.
У 1877 Лео Деліб отримав звання кавалера Почесного легіону. У 1878 під час Всесвітньої виставки на концертах Трокадеро представлено грандіозну кантату «Смерть Орфея». Далі виходить серйозна опера «Жан де Нівель», середньовічний патріотичний роман, прем’єра якого відбулася в Комічному Театрі в 1880. З 1881 Деліб змінив Наполеона Анрі Ребера на посаді професора композиції Паризької консерваторії. У 1882 вийшла сюїта середньовічних танців для оркестру для п’єси Віктора Гюго і пісні під акомпанемент мандоліни.
У 1883 написано так звану «орієнтальну» оперу «Лакме», яка принесла композитору новий успіх і в подальшому світове визнання.
У 1884 Лео Деліб стає членом Інституту Франції. Останнім твором (незавершеним) стала опера «Кассія» (її редагував і оркестрував Жуль Массне, прем’єра відбулася в 1893). Лео Деліб, який деякий час періодично хворів, помер 16.01.1891 у своєму будинку в Парижі після раптового колапсу незадовго до свого 55-річчя. Похований на Монмартрі в Парижі.
Визнання композитору 1865 року принесли кантата «Alger» і балет «Струмок», поставлений 1866 року в Ґранд опера. В 1870-х роках Деліб став автором великих опер — «Так сказав король» (фр. Le roi l'a dit), «Жан де Нівель» (фр. Jean de Nivel), «Лакме» (фр. Lakmé), а також балетів «Коппелія» і «Сільвія», які вважаються найвідомішими з творів композитора.

## Основні твори

### Балети
- «Струмок» (фр. La Source), 1866. Разом з Л. Мінкусом.
- «Коппелія, або Дівчина з емалевими очима» (фр. Coppélia), 1870
- «Сільвія, або Німфа Діани» (фр. Sylvia ou la Nymphe de Diane), 1876. (В СРСР з новим лібретто — «Фадетта»).

### Опери
- «Так сказав король» (Le Roi l'a dit), 1873
- Jean de Nivelle, 1880
- «Лакме» (Lakmé), 1883
- Kassya, 1893

### Оперети
- L'Omelette à la Follembuche, 1859